# Manuel Franco

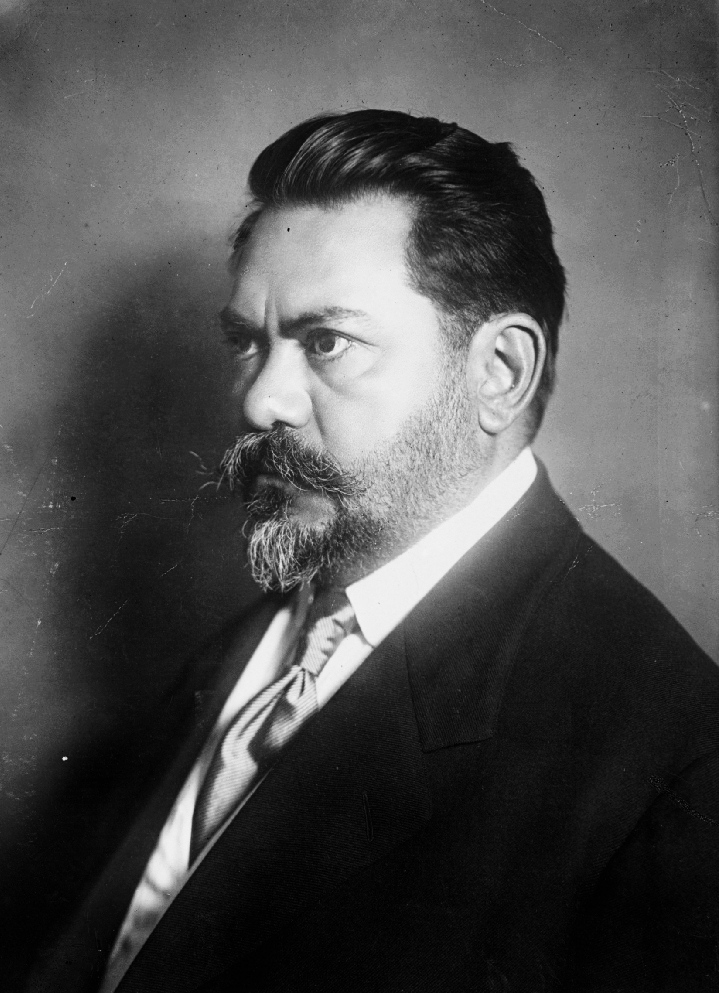
Manuel Franco

Manuel Franco (* 9. Juni 1871 in Concepción; † 5. Juni 1919 in Asunción) war ein paraguayischer Hochschullehrer, Minister und Staatspräsident (1916–1919).
Nach dem Besuch des Colegio Nacional in Asunción studierte er an der Universidad Nacional der Hauptstadt und promovierte in Rechtswissenschaft. Anschließend lehrte er zunächst an den beiden zuvor besuchten Bildungseinrichtungen. Er wurde Direktor am Colegio Nacional und 1903 Rektor der Universidad Nacional. Er diente in den Kabinetten von Manuel Gondra und Emiliano González Navero als Minister für Justiz, Kultur und Bildung.
Am 15. August 1916 wurde Franco zum Präsident Paraguays gewählt. Am 30. November führte er eine Reform des Wahlgesetzes durch, das sich an der Wahlreform Argentiniens vom Februar 1912 orientierte und die geheime Wahl sowie oppositionelle Minderheitsparteien im Parlament zuließ. Er verdoppelte die Zahl der Senatoren und Abgeordneten von jeweils 20 auf 40 und teilte das Land in vier Wahlbezirke auf. Er führte das Zivilregister ein, erhöhte die Abgaben auf Exporte und begrenzte die indirekten Steuern, um die ärmeren Schichten zu unterstützen. Er führte außerdem Enteignungen von Großgrundbesitzern durch, um das Land zu günstigen Preisen an Kleinbauern zu verteilen und förderte die Errichtung von Landwirtschaftsschulen. Mit diesen Maßnahmen gelang es ihm, die nationalen Finanzen zu sanieren, die Währung zu stabilisieren und die Agrarproduktion zu erhöhen.
Franco verstarb 1919 im Amt vier Tage vor seinem 48. Geburtstag an einem Herzinfarkt. Er war unverheiratet und hinterließ eine Tochter.